# Rafael Nantes
Rafael "Raffy" Puchero Nantes (Polillo, 4 januari 1957 - Lucena, 17 mei 2010) was een Filipijns politicus. Hij was van 2007 tot 2010 gouverneur van de provincie Quezon. Daarvoor was hij van 1998 tot 2007 lid van het Filipijns Huis van Afgevaardigden.

## Carrière
Nantes' politieke carrière begon toen hij bij de verkiezingen van 1998 werd gekozen als afgevaardigde van het 1e kiesdistrict van de provincie Quezon. Bij de verkiezingen van 2001 en 2004 werd hij herkozen. Nantes was zijn negen jaar als afgevaardigde onder andere lid van de invloedrijke Commission on Appointments. Na zijn derde en laatste termijn als afgevaardigde stelde hij zich bij de verkiezingen van 2007 verkiesbaar als gouverneur van de provincie Quezon. Hij versloeg zijn opponent David Suarez en won de verkiezingen. Na afloop van zijn eerste termijn stelde Nantes zich opnieuw verkiesbaar als gouverneur van Quezon. Deze keer verloor de verkiezingen van 2010 echter van Suarez. Vier dagen nadat Suarez tot winnaar was uitgeroepen kwam Nantes om het leven toen de helikopter waarmee hij naar Manilla wilde vliegen kort na vertrek uit Lucena neerstortte en explodeerde. Naast Nantes kwamen daarbij ook de drie andere inzittenden en twee mensen op de grond om het leven.
Naast zijn politieke carrière was Nantes ook uitvinder en maakte hij met zijn bedrijf Neutron Battery Company industriële batterijen. Nantes was getrouwd met Betty Buenaobra en had samen met haar een zoon, Samuel Nantes. Samuel werd bij de verkiezingen van 2013 gekozen tot vicegouverneur van de provincie Quezon.